# Vladimir Oboechov
Vladimir Nikolajevitsj Oboechov (Russisch: Владимир Николаевич Обухов) (Moskou, 21 augustus 1935 - 16 juli 2020) was een professionele basketbalcoach. Hij werd Geëerde Coach van de Sovjet-Unie en Geëerde Coach van Rusland.

## Carrière coach
Oboechov begon als coach bij het nationale team van de Sovjet-Unie onder 18 in 1968. Hij bleef die functie tot 1989 houden. Oboechov werd met de juniorenteams van de USSR vijf keer Europees kampioen (1970, 1978, 1980, 1982, 1984), één keer vice-wereldkampioen (1983), en won het jeugdteam het Europees kampioenschap in 1973.  In 1972 werd Oboechov assistent coach bij Dinamo Moskou. Met Dinamo haalde hij twee keer de derde plaats om het Landskampioenschap van de Sovjet-Unie in 1975 en 1976. In 1985 werd Oboechov coach van het nationale team van de Sovjet-Unie. Hij won goud in 1985 op het Europees Kampioenschap. In 1986 won hij de zilveren medaille op het Wereldkampioenschap.

## Privé
Oboechov studeerde in 1959 af aan het Regional Pedagogical Institute in Moskou.